# Saison 2 de Commissaire Moulin
Cet article présente la liste des différents épisodes de la deuxième saison de la série télévisée Commissaire Moulin.

## Épisodes

### Épisode 1
Lorraine Bracco

### Épisode 2
Raymond Pellegrin

### Épisode 3
Claude Jade

### Épisode 4
Paul Le Person

Béatrice Agenin

### Épisode 5
Dominique Paturel

Élisabeth Wiener

### Épisode 6
Gilles Ségal